# Dolichopeza (Dolichopeza) tayloriana
Dolichopeza (Dolichopeza) tayloriana is een tweevleugelige uit de familie langpootmuggen (Tipulidae). De soort komt voor in het Australaziatisch gebied.